# Росоман (община)
Росоман (на македонска литературна норма: Општина Росоман) е община в централната част на Северна Македония. Седалище ѝ е едноименното село Росоман.
Общината е разположена по долното течение на река Църна преди вливането ѝ във Вардар в областта Тиквеш на площ от 132,9 km2. Населението на общината е 4141 (2002), голяма част от тях потомци на българи преселници от Западните покрайнини. Гъстотата на населението в общината е 31,16 жители на km2. В общината освен Росоман влизат още 9 села.

## Структура на населението
Според преброяването от 2002 година община Росоман има 4141 жители.
| Етническа принадлежност | Брой | Процент |
| северномакедонци        | 3694 | 89,21%  |
| албанци                 | 0    | 0,00%   |
| турци                   | 0    | 0,00%   |
| роми                    | 6    | 0,14%   |
| власи                   | 0    | 0,00%   |
| сърби                   | 409  | 9,88%   |
| бошняци                 | 0    | 0,00%   |
| други                   | 32   | 0,77%   |